# 73Н6 «Байкал-1»
73Н6 «Байкал-1» — комплекс засобів автоматизації, призначений для централізованого управління бойовими діями угруповання зенітно-ракетних військ змішаного складу, який має у своєму складі зентіно-ракетні комлпекси великої, середньої та малої дальності.

## Характеристики
Тактико-технічні дані:
- Кількість повітряних об'єктів, що одночасно супроводжуються — 80
- Кількість одночасно керованих ЗРС — 4
- Кількість одночасно керованих ЗРК — 12
- Кількість одночасного керованих стрільбових каналів — 144
- Кількість автоматизованих робочих місць — 2-5

Межі управління:
- по дальності — 1200 км
- по висоті — 102 км
- по швидкості — 9216 км/г
- Бойова обслуга — 5 чол.
- Час приведення в бойову готовність — 3 хв.
- Час розгортання — 30 хв.
- Час згортання — 20 хв.